# Allen Obando
Allen Aldair Obando Ayoví (Quito, Ecuador, 13 de junio de 2006) es un futbolista ecuatoriano que juega como delantero en el Inter de Miami de la Major League Soccer de Estados Unidos.

## Trayectoria
Mientras vivía en el barrio La Victoria, cercano a Esmeraldas, Obando comenzó a jugar al fútbol con Tolita Sport a los cinco años. Después de haber marcado contra el Barcelona de Esmeraldas, afiliado del equipo profesional Barcelona de Guayaquil, comenzó a entrenar con el equipo y finalmente se le ofreció una prueba finalmente infructuosa con Independiente del Valle a la edad de nueve años.
Al año siguiente, fue invitado a representar al Barcelona de Guayaquil en un torneo juvenil en la Provincia de Santo Domingo de los Tsáchilas, antes de ayudar al equipo juvenil a ganar un torneo en Guayaquil, anotando en la final. Debido a estas actuaciones, Obando fue invitado por el entonces vicepresidente Carlos Alfaro Moreno a trasladarse a Guayaquil e integrarse definitivamente al club, lo que hizo a los diez años. Progresó bien en la academia del club, estableciéndose como un goleador prolífico, y el entonces entrenador Jorge Célico afirmó más tarde que era un jugador con "un futuro impresionante y prometedor".
Obando hizo su debut profesional el 8 de agosto de 2022; con el marcador 4-1 en un partido de la Serie A ecuatoriana contra Mushuc Runa, ingresó como sustituto de Emmanuel Martínez faltando diez minutos para el final. Apenas siete minutos después de ingresar al campo, se adelantó para ejecutar un tiro penal concedido al Barcelona, pero su disparo fue detenido por el portero Adonnis Pabón.
Al año siguiente, se informó que estaba siendo explorado por el City Football Group , propietarios del Manchester City de la Premier League inglesa, entre otros. Más tarde, ese mismo año, el periodista César Luis Merlo afirmó que el grupo había lanzado una oferta formal por Obando. A pesar del interés, permaneció en el Barcelona e hizo su siguiente aparición con el club en un empate 1-1 con Independiente del Valle el 19 de agosto, y Obando afirmó después del partido que, a pesar de "todas las conversaciones sobre [su ] valor, se lo estaba tomando con calma y seguía trabajando porque [está] en Barcelona".
A finales de septiembre de 2023, Carlos Alfaro Moreno, ahora presidente del Barcelona, afirmó que se habían intercambiado propuestas entre el club y un contacto anónimo en el fútbol europeo. Se informó que el City Football Group todavía estaba interesado en Obando, mientras que el Borussia Dortmund de la Bundesliga alemana ahora también se promocionaba como pretendiente. El 25 de septiembre, marcó su primer gol para el club, el empate en la remontada por 2-1 contra Deportivo Cuenca. Al mes siguiente, el periódico inglés The Guardian lo nombró como uno de los mejores jugadores nacidos en 2006 en todo el mundo.
A principios de 2025 su pase fue adquirido por el Grupo Atlético de Madrid, que a su vez lo cedió al Inter de Miami, equipo de la Major League Soccer de Estados Unidos.

## Selección nacional
Su primer llamado a la selección de Ecuador Sub-17 fue para el partido amistoso contra Uruguay, pero debutaría oficialmente el 27 de octubre del 2022 ante Argentina. Aquí marcaría su primer gol y anotaría nuevamente ante Perú  como parte de la preparación para el Sudamericano Sub-17 de 2023. En este torneo convirtió un doblete ante Colombia.
El 27 de noviembre de 2023, fue seleccionado para integrar la lista de jugadores de la selección sub-23 que participó en el Preolímpico de 2024 en Venezuela.
El 5 de enero de 2025 se anunció su convocatoria para disputar el Campeonato Sudamericano Sub-20 en Venezuela.

### Categorías inferiores

#### Participaciones en Sudamericanos
| Campeonato                              | Sede      | Resultado    | Partidos | Goles |
| --------------------------------------- | --------- | ------------ | -------- | ----- |
| Sudamericano Sub-17 de 2023             | Ecuador   | Subcampeón   | 8        | 3     |
| Preolímpico Sudamericano Sub-23 de 2024 | Venezuela | Primera fase | 4        | 1     |
| Sudamericano Sub-20 de 2025             | Venezuela | Primera fase | 4        | 2     |

#### Participaciones en Copas del Mundo
| Campeonato                  | Sede      | Resultado        | Partidos | Goles |
| --------------------------- | --------- | ---------------- | -------- | ----- |
| Copa Mundial Sub-17 de 2023 | Indonesia | Octavos de final | 4        | 1     |

### Partidos internacionales
Actualizado al último partido disputado el 24 de marzo de 2024.
| \| N.° \| Fecha \| Ciudad \| Rival \| Resultado \| Resultado \| Competencia \| \| --- \| ------------------- \| -------- \| --------- \| --------- \| --------- \| ----------- \| \| 1. \| 21 de marzo de 2024 \| Harrison \| Guatemala \| 2-0 \| Victoria \| Amistoso \| \| 2. \| 24 de marzo de 2024 \| Harrison \| Italia \| 0-2 \| Derrota \| Amistoso \| |                     |          |           |           |           |             |
| N.° | Fecha               | Ciudad   | Rival     | Resultado | Resultado | Competencia |
| 1. | 21 de marzo de 2024 | Harrison | Guatemala | 2-0       | Victoria  | Amistoso    |
| 2. | 24 de marzo de 2024 | Harrison | Italia    | 0-2       | Derrota   | Amistoso    |

## Estadísticas

### Clubes
Actualizado al último partido disputado el 31 de mayo de 2025.
| Club                             | Div.          | Temporada     | Liga  | Liga  | Copas nacionales | Copas nacionales | Copas internacionales | Copas internacionales | Total | Total |
| Club                             | Div.          | Temporada     | Part. | Goles | Part.            | Goles            | Part.                 | Goles                 | Part. | Goles |
| -------------------------------- | ------------- | ------------- | ----- | ----- | ---------------- | ---------------- | --------------------- | --------------------- | ----- | ----- |
| Barcelona S. C. · Ecuador        | 1.ª           | 2022          | 2     | 0     | 0                | 0                | 0                     | 0                     | 2     | 0     |
| Barcelona S. C. · Ecuador        | 1.ª           | 2023          | 6     | 1     | 0                | 0                | 0                     | 0                     | 6     | 1     |
| Barcelona S. C. · Ecuador        | 1.ª           | 2024          | 13    | 3     | 0                | 0                | 2                     | 0                     | 15    | 3     |
| Barcelona S. C. · Ecuador        | Total club    | Total club    | 21    | 4     | 0                | 0                | 2                     | 0                     | 23    | 4     |
| Inter Miami C. F. Estados Unidos | 1.ª           | 2025          | 6     | 1     | —                | —                | 1                     | 0                     | 7     | 1     |
| Inter Miami C. F. Estados Unidos | Total club    | Total club    | 6     | 1     | 0                | 0                | 1                     | 0                     | 7     | 1     |
| Total carrera                    | Total carrera | Total carrera | 27    | 5     | 0                | 0                | 3                     | 0                     | 30    | 5     |
| 1.                               |               |               |       |       |                  |                  |                       |                       |       |       |